# Jules de Brouwer
Pour les articles homonymes, voir De Brouwer.
Jules-César de Brouwer, né le 16 mars 1872 à Hamme et mort le 26 mars 1950 à Hamme, est un homme politique socialiste belge.

## Fonctions et mandats
- Membre de la Chambre des représentants de Belgique : 1919-1921
- Conseiller communal de Hamme : 1921-1946
- Sénateur : 1936-1946

## Distinctions
- Commandeur de l'ordre de Léopold

## Sources
- P. Van Molle, Het Belgisch parlement 1894-1972, 1972

- Ressource relative à plusieurs domaines :   - ODIS